# Setia Budi (Teras Terunjam)
Setia Budi is een bestuurslaag in het regentschap Muko-Muko van de provincie Bengkulu, Indonesië. Setia Budi telt 1154 inwoners (volkstelling 2010).